# 千年幸福論
『千年幸福論』（せんねんこうふくろん）は、日本のバンド、amazarashiの1枚目のフルアルバムである。2011年11月16日にソニー・ミュージックアソシエイテッドレコーズから発売された。

## 概要
通常盤と初回限定盤の2仕様で発売され、初回限定盤には「夏を待っていました」「クリスマス」「アノミー」のPV、2011年6月17日に渋谷WWWで行われたライブから「カルマ」のライブ映像が収められたDVD、詩集と秋田ひろむ初の書下ろし小説「しらふ」が掲載されたブックレットが付属する。その書き下ろし小説の一部が、音楽情報サイト「ナタリー」にて公開され、「RO69」では、ディスクレビューと共に「空っぽの空に潰される」と「古いSF映画」の詩集が公開された。
「空っぽの空に潰される」のPVは、サカナクションの「アルクアラウンド」等を手がけた関和亮が監督を務め、ダンサーの池田美佳が出演した。「古いSF映画」のPVは、YKBXが手がけ、「夏を待っていました」「クリスマス」「アノミー」のPVの集大成的な内容となっている。

## 収録曲
| 全作詞・作曲: 秋田ひろむ。 |                          |            |            |      |
| #                          | タイトル                 | 作詞       | 作曲・編曲 | 時間 |
| 1.                         | 「デスゲーム」           | 秋田ひろむ | 秋田ひろむ | 4:59 |
| 2.                         | 「空っぽの空に潰される」 | 秋田ひろむ | 秋田ひろむ | 5:40 |
| 3.                         | 「古いSF映画」           | 秋田ひろむ | 秋田ひろむ | 5:48 |
| 4.                         | 「渋谷の果てに地平線」   | 秋田ひろむ | 秋田ひろむ | 2:31 |
| 5.                         | 「夜の歌」               | 秋田ひろむ | 秋田ひろむ | 6:03 |
| 6.                         | 「逃避行」               | 秋田ひろむ | 秋田ひろむ | 4:10 |
| 7.                         | 「千年幸福論」           | 秋田ひろむ | 秋田ひろむ | 5:25 |
| 8.                         | 「遺書」                 | 秋田ひろむ | 秋田ひろむ | 1:52 |
| 9.                         | 「美しき思い出」         | 秋田ひろむ | 秋田ひろむ | 6:35 |
| 10.                        | 「14歳」                 | 秋田ひろむ | 秋田ひろむ | 6:32 |
| 11.                        | 「冬が来る前に」         | 秋田ひろむ | 秋田ひろむ | 2:20 |
| 12.                        | 「未来づくり」           | 秋田ひろむ | 秋田ひろむ | 5:12 |
| 合計時間:                  | 合計時間:                | 57:12      |            |      |